# Stazione di Bosco (Reggio Emilia)
La stazione di Bosco è una stazione ferroviaria della ferrovia Reggio Emilia-Sassuolo, a servizio della frazione Bosco di Scandiano. Si trova nel territorio comunale di Reggio Emilia. È gestita dalle Ferrovie Emilia-Romagna (FER).

## Storia
La stazione venne attivata il 16 ottobre 1883. La stazione è chiusa dal 28 agosto 2017; continuano a effettuarvi fermata i bus sostitutivi di Trenitalia Tper.

## Strutture e impianti
La stazione è dotata di tre binari; di questi, un unico binario è predisposto al servizio viaggiatori e servito da un marciapiede basso (25 cm). Non sono presenti sottopassi.
Il sistema di informazioni ai viaggiatori è esclusivamente sonoro, senza tabelloni video di stazione.

## Movimento
La stazione era servita dai treni di Tper (oggi Trenitalia Tper) in servizio sulla tratta Reggio Emilia-Sassuolo; oggi è servita esclusivamente dalle autocorse sostitutive.